# Hydra-Centaurul (super-roi de galaxii)
Super-roiul de galaxii Hydra-Centaurul (SCl 128), sau Super-roiul de galaxii Hydra și Centaurul, este un super-roi de galaxii, în două părți și este cel mai apropiat de super-roiul de galaxii Fecioara, care conține Calea Lactee.
Super-roiul conține patru mari roiuri de galaxii în partea Centaurul
- A3526 (Roiul de galaxii Centaurul),
- A3565,
- A3574,
- A3581

și în apropiere
- roiul de galaxii Hydra (A1060) and
- roiul de galaxii Echerul (A3627).

În afară de roiurile centrale, care sunt de la 150 la 200 de milioane de ani-lumină depărtare, mai multe roiuri mai mici aparțin de super-roi.

## Obiecte deosebite în proximitatea super-roiului
În proximitatea super-roiului se află Marele Magnet, dominat de roiul din Echerul. Acest roi masiv de galaxii exercită o importantă forță de gravitație care conduce întreaga materie aflată pe o rază de 50 de megaparseci « să se scurgă » cu viteza de 600 de kilometri pe secundă spre roiul din Echerul.